# Тилигул-Тирас
«Тилигул-Тирас» (рум. Tiligul-Tiras) — советский и молдавский футбольный клуб из Тирасполя, основанный в 1938 году. Трёхкратный обладатель Кубка Молдовы. В 2009 году был снят с чемпионата из-за финансовых проблем.

## Прежние названия
- 1938 — «Спартак»
- 1939—1962 — «Пищевик»
- 1963—1967 — «Лучафэрул»
- 1967 — «Энергия»
- 1968—1971 — «Днестр»
- 1978 — «Старт»
- 1979—1985 — «Автомобилист»
- 1985—1989 — «Текстильщик»
- 1990 — «Тирас»
- 1991—2003 — «Тилигул»
- 2004—2009 — «Тилигул-Тирас»
- 2009—2011 — «Олимпия-2-Тилигул»➤

## История

### Советское время
«Тилигул» являлся старейшим футбольным клубом в Тирасполе, он был основан в 1938 году под названием «Спартак». В начале 60-х годов команда выступала в классе «Б» советского футбола под названием «Пищевик» (Тирасполь), затем менялись названия на «Лучафэрул», «Энергия», «Днестр». В 1978 году команда называлась «Стартом», потом на 7 сезонов, до 1985 года, приняла имя «Автомобилист». В 1985 году произошла очередная смена названия, теперь команда называлась «Текстильщик», в этом сезоне команда стала обладателем Кубка Молдавской ССР. В следующем сезоне «Текстильщик» занял 2-е место в своей зоне второй лиги, так высоко команда ещё ни разу не поднималась. В сезоне 1987 года последовал спад, команда заняла 8-е место первенства. В 1989 году, под названием «Текстильщик», команда выиграла турнир в V зоне второй лиги. Затем был переходный турнир, где соперниками выступили «Волынь» (Луцк) и «Крылья Советов» (Куйбышев), в четырёх встречах «Текстильщик» одержал 3 победы и 1 раз сыграл вничью, таким образом команда выиграла турнир и получила повышение в классе. В 1990 году тираспольчане выступали в первой лиге советского чемпионата под названием «Тирас», одержал 10 побед, потерпел 13 поражений и 15 матчей свёл вничью, при разнице забитых и пропущенных мячей 32-45 тираспольская команда набрала 35 очков и заняла 13 место. В 1991 году на базе хозрасчётного клуба «Тирас» был создан ФК «Тилигул», взятый на баланс частным предпринимателем. Президентом клуба стал владелец фирмы по пошиву спортивной одежды Григорий Викторович Корзун. Главным тренером команды в то время являлся Владимир Вебер, помогали ему Евгений Шинкаренко, Анатолий Азаренков и Александр Верёвкин. В сезоне 1991 года «Тилигул», участвуя в первой лиге чемпионата СССР занял 2-е место и получил право в сезоне 1992 года участвовать в Высшей лиге чемпионата страны. Однако из-за распада Советского Союза сыграть в лиге сильнейших «Тилигулу» не удалось.

### 1992—2009
С 1992 года «Тилигул» стал участвовать в чемпионате Молдовы, команда долгое время пребывала в лидерах местного футбола. Шесть раз тираспольчане завоёвывали серебряные медали, трижды брали бронзу, однако выиграть чемпионат «Тилигулу» так и не удалось, чемпионский титул достался кишинёвскому «Зимбру». Неудачи в чемпионате «Тилигул» компенсировал успешным выступлением в розыгрышах Кубка Молдовы. Тираспольчане трижды выигрывали этот трофей — в 1993, 1994 и 1995 годах. К концу 90-х годов «Тилигул» постепенно стал утрачивать завоёванные позиции.
По итогам первого сезона чемпионата Молдовы команды «Тилигул» и «Зимбру» набрали одинаковое количество очков, в это время в регионе происходил конфликт между Молдовой и Приднестровской Молдавской Республикой, в четырёх матчах двух заключительных туров федерацией футбола Молдовы принято решение засчитать ничейные результаты. Для определения чемпиона страны на 28 июня была назначена дополнительная встреча, местом её проведения был определён город Бельцы, в связи с военным конфликтом тираспольчане на игру выехать не смогли, и чемпионом Молдовы 1992 года был объявлен «Зимбру». В сезоне 1992/93 «Тилигул» занял второе место в чемпионате, отстав от «Зимбру» на три очка. Лучшим бомбардиром чемпионата стал нападающий тираспольчан Владимир Коссе, которому удалось поразить ворота соперников 30 раз. В следующем сезоне команду возглавил украинский специалист Виктор Зубков, тираспольчане вновь отстали от «зубров» на три очка, завоевав серебряные медали. Коссе вновь стал лучшим бомбардиром первенства забив 24 гола. В 1994 году под руководством Ефима Школьникова в матче первого раунда Кубка обладателей кубков команда дебютировала на европейской арене. Обе игры против кипрской «Омонии» тираспольчане тогда проиграли. По итогам сезона 1994/95 тираспольчане вновь оказались вторыми, на этот раз отставание от чемпиона составило всего 1 очко.

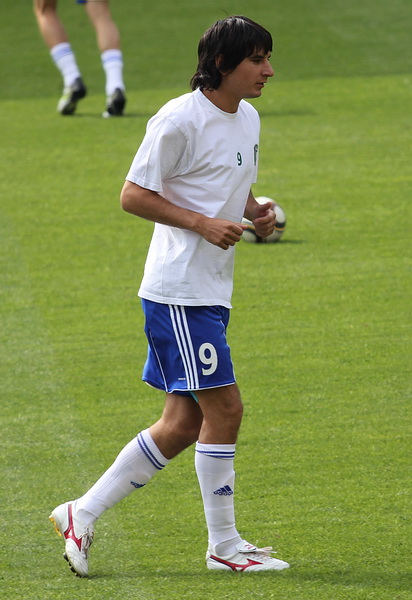
Сергей Ковальчук выступал 4 года за «Тилигул»

В сезоне 1995/96 команду тренировал Виктор Матвиенко, «Тилигул» вновь завоевал серебро чемпионата Молдовы. В финальном матче на Кубок Молдовы тираспольский клуб проиграл на тот момент кишинёвской команде «Конструкторул» 1:2. В сезоне 1996/97 тираспольчане заняли третью строчку в первенстве страны. В 1998 году должность главного тренера покинул Александр Спиридон, молдавский специалист отказался работать с командой из-за невыполнения руководством «Тилигула» условий контракта. Ко второй половине сезона команду готовил Сергей Дубровин, в итоге «Тилигул» завоевал вторую строчку чемпионата. В сезоне 1998/99 приднестровский клуб занял третье место. В 1999 году клуб возглавил Александр Спиридон, это было второй раз, когда он стал главным тренером клуба. На этом посту он сменил Владимира Коссе, который был играющим тренером. По итогам сезона 1999/2000 «Тилигул» стал лишь пятым, в следующем году тираспольчане завоевали бронзу первенства страны.
В сезоне 2001/02 клуб покинули ряд игроков, в том числе легенда «Тилигула» и всего тираспольского футбола Сергей Строенко, который перебрался в кишинёвский «Зимбру», и Сергей Ковальчук, подписавший контракт с львовскими «Карпатами». По итогам сезона 2002/03 «Тилигул» занял 7-е место, команде предстояло сыграть матч за выбывание и повышение в классе. Игру против «Политехники» тираспольская команда проиграла 1:2, таким образом «Тилигул» вылетел из Национального Дивизиона в Дивизион «A». В следующем же сезоне «Тилигул» занял первое место в Дивизионе «A», тем самым вернув себе право выступать в высшей лиге страны. В 2003 году в состав тираспольчан вернулся Сергей Строенко. В сезоне 2003/04 тираспольская команда заняла 6-е место.
Летом 2004 года в клубе произошла реорганизация — Григорий Корзун сложил с себя полномочия президента. Была создана общественная организация — Спортивный Клуб «Тилигул-Тирас». Президентом клуба стал Пётр Александрович Рейх. Новый владелец клуба вскоре пригласил на пост главного тренера команды Игоря Добровольского, который в начале 2005 года подписал контракт. По итогам сезона 2004/05 команда заняла 6-е место. Под его руководством клуб сыграл в рамках первого раунда кубка Интертото, где принимал польскую «Погонь». Дома тираспольчане проиграли 0:3, а на выезде 2:6. Отработав контракт, Игорь Добровольский ушёл из клуба, а вскоре возглавил национальную сборную Молдовы. В марте 2006 года в команду из софийского ЦСКА вернулся вратарь Евгений Хмарук.
По итогам сезона 2005/06 приднестровский клуб занял 4-е место, набрав 34 очка в 28 играх. В августе 2006 года «Тилигул» возглавил эквадорский специалист Октавио Самбрано, сменив на этом посту Александра Верёвкина. Под руководством Замбрано команда закончила сезон 2006/07 на 8-м месте. В конце 2007 года состав команды претерпел серьёзные изменения, после ухода Самбрано тираспольский клуб не стал продлевать контракты и с многочисленными легионерами, 1 декабря новым главным тренером «Тилигула» был назначен Валерий Васильев. Команду покинули основной вратарь Евгений Матюгин и украинский полузащитник Александр Дындиков подписавшие контракт с армянским «Бананцем». В итоге «Тилигул» занял 7-е место в чемпионате, набрав всего 29 очков в 30 матчах. Следующий сезон тираспольчане завершили на 10-м месте.

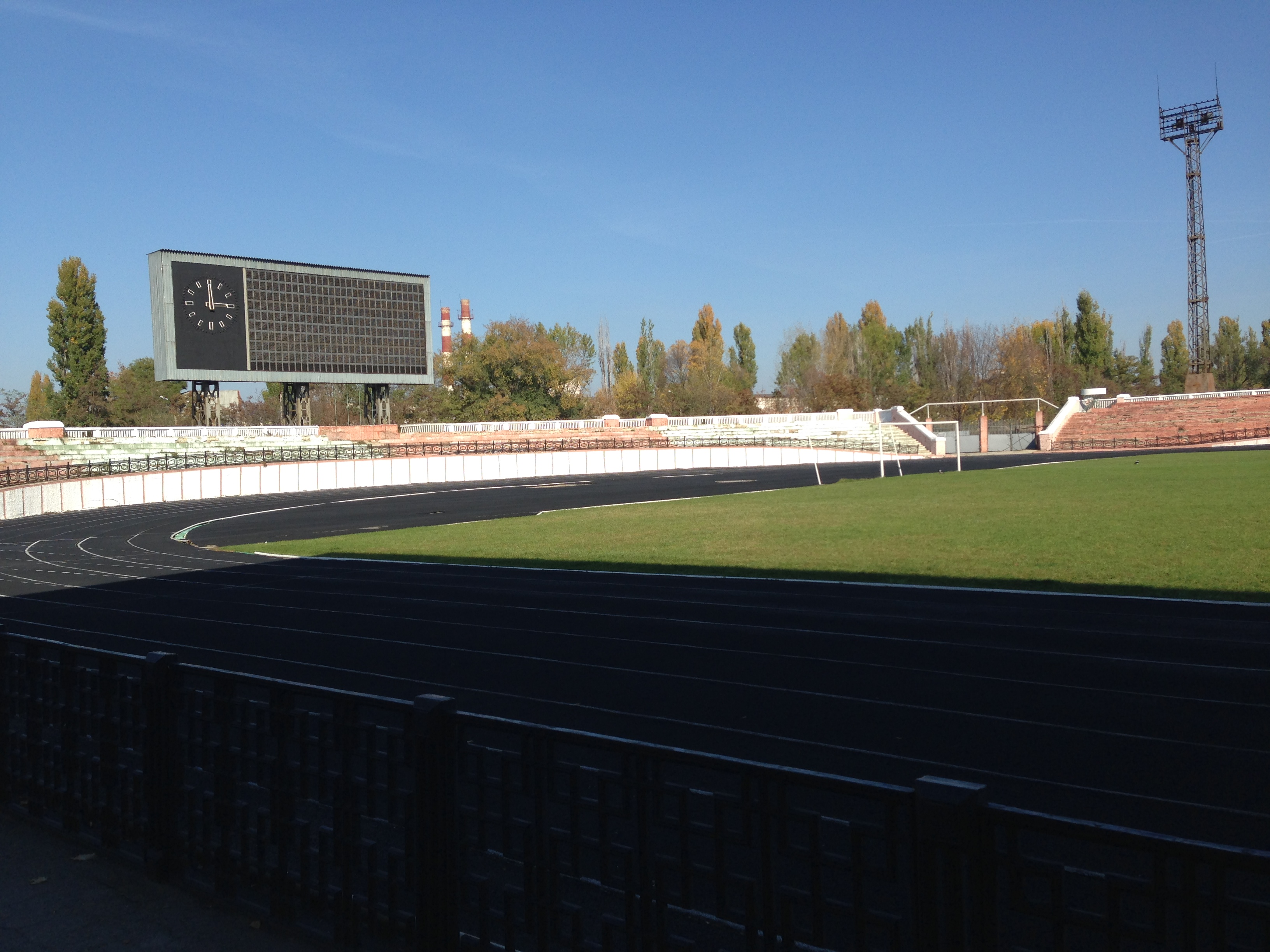
Городской стадион в Тирасполе

### Снятие и переименование
6 июля 2009 года команда прекратила своё существование из-за финансовых проблем, «Тилигул-Тирас» не смог получить лицензию категории «А» в Федерации футбола Молдовы, дающую право выступать в Национальном дивизионе, после этого руководство клуба направило в федерацию письмо, в котором уведомило о снятии «Тилигула» с чемпионата. Уже через месяц, после того как команда снялась с чемпионата, её имя решило сохранить руководство другого молдавского клуба — «Олимпии» из города Бельцы. Руководители «Олимпии» предложили экс-руководству «Тилигула-Тираса» сдать в аренду бельцкому клубу базу «Тилигула» взамен на то, что руководители «Олимпии» погасят 20 % задолженностей «Тилигула-Тираса» и переименуют свою дублирующую команду, выступающую в Дивизионе «A», в «Олимпия-2-Тилигул», которая будет находиться на базе «Тилигула-Тираса».

## Стадион
Долгое время домашние матчи «Тилигул» проводил на тираспольском Городском стадионе, вмещающем 3525 зрителей. Затем клуб перебрался на собственную базу в посёлке Терновка, где находились два естественных и песочное поле. Стадион был оборудован всем необходимым: газ, свет, пищеблок и спальные помещения для игроков.

## Статистика

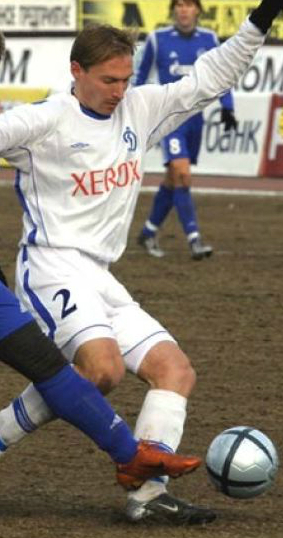
Александр Коваленко — с 1995 по 2001 год защищал цвета тираспольского клуба

### Результаты выступлений в Молдове
| Сезон   | Дивизион              | Место в чемпионате | И  | В  | Н  | П  | ГЗ | ГП | О  | Кубок Молдовы |
| ------- | --------------------- | ------------------ | -- | -- | -- | -- | -- | -- | -- | ------------- |
| 1992    | Национальный дивизион | 2                  | 22 | 15 | 5  | 2  | 40 | 13 | 35 | Финалист      |
| 1992/93 | Национальный дивизион | 2                  | 30 | 20 | 7  | 3  | 80 | 28 | 47 | Победитель    |
| 1993/94 | Национальный дивизион | 2                  | 30 | 23 | 3  | 4  | 94 | 32 | 49 | Победитель    |
| 1994/95 | Национальный дивизион | 2                  | 26 | 21 | 3  | 2  | 78 | 18 | 66 | Победитель    |
| 1995/96 | Национальный дивизион | 2                  | 30 | 24 | 2  | 4  | 95 | 21 | 74 | Финалист      |
| 1996/97 | Национальный дивизион | 3                  | 30 | 20 | 8  | 2  | 73 | 12 | 68 | 1/2 финала    |
| 1997/98 | Национальный дивизион | 2                  | 26 | 19 | 2  | 5  | 45 | 20 | 59 | 1/2 финала    |
| 1998/99 | Национальный дивизион | 3                  | 18 | 9  | 4  | 5  | 22 | 19 | 31 | 1/4 финала    |
| 1999/00 | Национальный дивизион | 5                  | 36 | 12 | 13 | 11 | 35 | 33 | 49 | 1/4 финала    |
| 2000/01 | Национальный дивизион | 3                  | 28 | 11 | 8  | 9  | 33 | 34 | 41 | 1/4 финала    |
| 2001/02 | Национальный дивизион | 7                  | 28 | 6  | 7  | 15 | 24 | 46 | 25 | 1/2 финала    |
| 2002/03 | Дивизион «A»          | 1                  | 26 | 21 | 2  | 3  | 63 | 12 | 65 | 1/8 финала    |
| 2003/04 | Национальный дивизион | 6                  | 28 | 5  | 14 | 9  | 21 | 26 | 29 | 1/8 финала    |
| 2004/05 | Национальный дивизион | 6                  | 28 | 11 | 8  | 9  | 32 | 27 | 41 | 1/2 финала    |
| 2005/06 | Национальный дивизион | 4                  | 28 | 7  | 13 | 8  | 22 | 23 | 34 | 1/4 финала    |
| 2006/07 | Национальный дивизион | 8                  | 36 | 6  | 15 | 15 | 23 | 46 | 33 | 1/4 финала    |
| 2007/08 | Национальный дивизион | 7                  | 30 | 7  | 8  | 15 | 16 | 36 | 29 | 1/4 финала    |
| 2008/09 | Национальный дивизион | 10                 | 30 | 7  | 4  | 19 | 24 | 60 | 25 | 1/4 финала    |

### Матчи еврокубков
Кубок УЕФА
| Сезон   | Раунд | Соперник  | Дома | В гостях | Общий |
| ------- | ----- | --------- | ---- | -------- | ----- |
| 1996/97 | 1     | Динамо-93 | 1-3  | 1-1      | 2-4   |
| 1997/98 | 1     | Ксамакс   | 1-3  | 0-7      | 1-10  |
| 1998/99 | 1     | Андерлехт | 0-1  | 0-5      | 0-6   |

Кубок Интертото
| Сезон | Раунд | Соперник    | Дома | В гостях | Общий |
| ----- | ----- | ----------- | ---- | -------- | ----- |
| 1999  | 1     | Полония     | 0-0  | 0-4      | 0-4   |
| 2001  | 1     | Клифтонвилл | 1-0  | 3-1      | 4-1   |
| 2001  | 2     | Татабанья   | 1-1  | 0-4      | 1-5   |
| 2005  | 1     | Погонь      | 0-3  | 2-6      | 2-9   |

Кубок обладателей кубков УЕФА
| Сезон   | Раунд | Соперник | Дома | В гостях | Общий |
| ------- | ----- | -------- | ---- | -------- | ----- |
| 1994/95 | 1     | Омония   | 0-1  | 1-3      | 1-4   |
| 1995/96 | 1     | Сьон     | 0-0  | 2-3      | 2-3   |

## Достижения

### СССР
Первая лига СССР
- Серебряный призёр (1): 1991

Вторая лига СССР (5 зона)
- Победитель (1): 1989

Кубок Молдавской ССР
- Обладатель (1): 1985

### Молдова
Чемпионат Молдовы
- Серебряный призёр (6): 1992, 1992/93, 1993/94, 1994/95, 1995/96, 1997/98
- Бронзовый призёр (3): 1996/97, 1998/99, 2000/01

Дивизион «A»
- Победитель (1): 2002/03

Кубок Молдовы
- Обладатель (3): 1992/93, 1993/94, 1994/95
- Финалист (2): 1992, 1995/96

## Главные тренеры

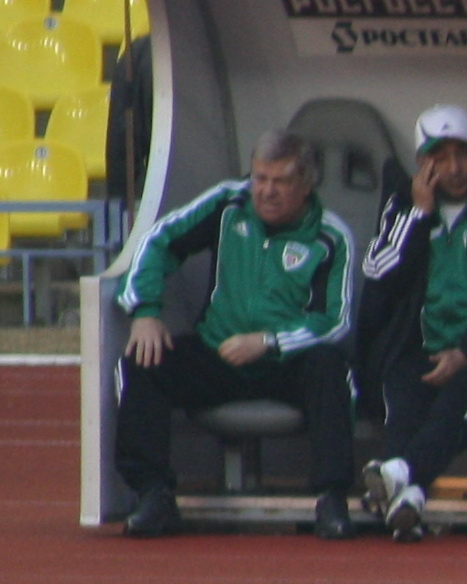
Российский специалист Анатолий Байдачный являлся главным тренером команды в 1996 году

| Тренер                | Гражданство | Начало | Конец |
| --------------------- | ----------- | ------ | ----- |
| Валентин Войченко     | СССР        | 1981   | 1984  |
| Владимир Госперский   | СССР        | 1985   | 1986  |
| Евгений Шинкаренко    | СССР        | 1986   | 1986  |
| Иван Данильянц        | СССР        | 1987   | 1990  |
| Владимир Вебер        | Украина     | 1991   | 1991  |
| Пётр Кутузов          | Украина     | 1992   | 1992  |
| Евгений Шинкаренко    | Молдова     | 1993   | 1993  |
| Александр Верёвкин    | Молдова     | 1993   | 1993  |
| Сергей Дубровин       | Молдова     | 1993   | 1993  |
| Виктор Зубков         | Украина     | 1993   | 1994  |
| Ефим Школьников       | Украина     | 1994   | 1994  |
| Александр Мацюра      | Молдова     | 1994   | 1995  |
| Виктор Матвиенко      | Украина     | 1995   | 1995  |
| Анатолий Байдачный    | Россия      | 1996   | 1996  |
| Александр Спиридон    | Молдова     | 1997   | 1998  |
| Сергей Дубровин       | Молдова     | 1998   | 1998  |
| Владимир Коссе        | Молдова     | 1998   | 1998  |
| Сергей Дубровин       | Молдова     | 1998   | 1998  |
| Александр Спиридон    | Молдова     | 1999   | 2000  |
| Александр Голоколосов | Молдова     | 2000   | 2001  |
| Генадий Тюмин         | Молдова     |        |       |
| Владимир Вусатый      | Молдова     | 2002   | 2002  |
| Евгений Шинкаренко    | Молдова     | 2003   | 2005  |
| Игорь Добровольский   | Россия      | 2005   | 2006  |
| Александр Верёвкин    | Молдова     | 2006   | 2006  |
| Октавио Самбрано      | Эквадор     | 2006   | 2007  |
| Валерий Васильев      | Молдова     | 2008   | 2009  |